# بيل شيبارد (ملحن)
بيل شيبارد (بالإنجليزية: Bill Sheppard)‏ هو منتج أسطوانات وملحن أمريكي، ولد في 20 مارس 1922 في نيو أورلينز في الولايات المتحدة، وتوفي في 2 يوليو 1997 في لوس أنجلوس في الولايات المتحدة.

## روابط خارجية
- بيل شيبارد على موقع IMDb (الإنجليزية)
- بيل شيبارد على موقع ميوزك برينز (الإنجليزية)
- بيل شيبارد على موقع ديسكوغز (الإنجليزية)
- بيل شيبارد على موقع قاعدة بيانات الفيلم (الإنجليزية)